# Shehu Shagari

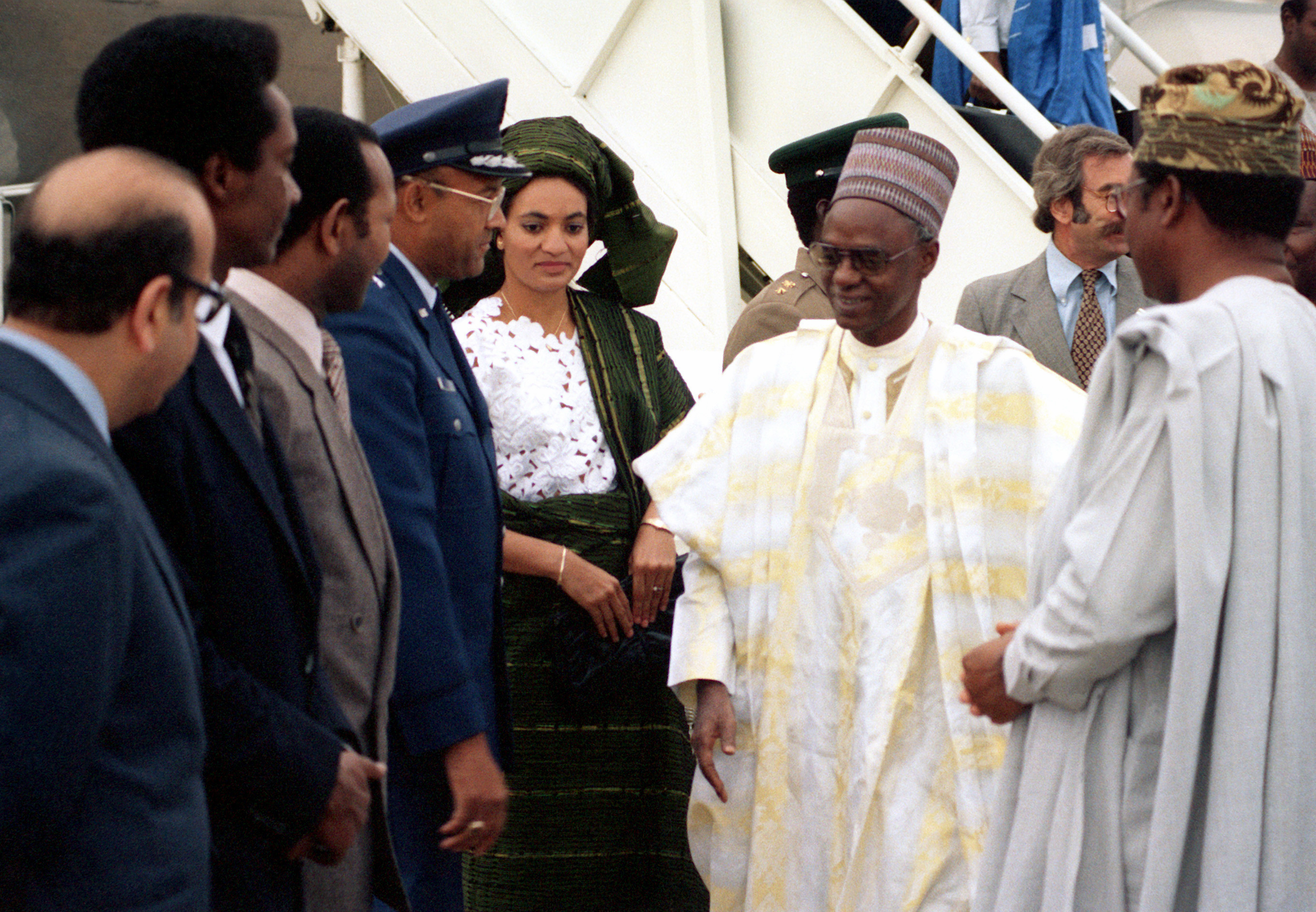
Shagari bei seinem Besuch in den Vereinigten Staaten, 1980

Alhaji Shehu Usman Aliyu Shagari (* 25. Februar 1925; † 28. Dezember 2018) war von 1979 bis 1983 Staatspräsident von Nigeria.
Shagari machte nach einer Ausbildung zum Oberschullehrer eine politische Karriere in der I. Republik. Von 1954 bis 1958 war er Parlamentsabgeordneter im Repräsentantenhaus, anschließend 1958–1959 Parlamentarischer Sekretär von Premierminister Tafawa Balewa. Bis zum Ende der I. Republik 1966 sowie in den nachfolgenden Militärregierungen hatte er verschiedene Ministerposten inne.
Er gehörte der 1977–1978 tagenden Verfassunggebenden Versammlung an. Shagari war Mitgründer der „National Party of Nigeria“ und Präsidentschaftskandidat. 1979 wurde er zum Präsidenten der II. Republik gewählt. Im Dezember 1983 wurde er jedoch durch den Militärputsch von General Muhammadu Buhari gestürzt. 1984–1986 stand er unter Hausarrest, anschließend zog er sich weitgehend aus der Politik zurück. Mit Beginn der IV. Republik kehrte er als „elder statesman“ in beratender Funktion zurück. Einer seiner Söhne wurde Minister im Kabinett des 1999 gewählten Präsidenten Olusegun Obasanjo.
Im März 1982 war Shagari auf Einladung von Bundespräsident Karl Carstens zu einem Staatsbesuch in Deutschland.
| Personendaten    | Personendaten                                                     |
| ---------------- | ----------------------------------------------------------------- |
| NAME             | Shagari, Shehu                                                    |
| ALTERNATIVNAMEN  | Shagari, Alhaji Shehu Usman Aliyu (vollständiger Name)            |
| KURZBESCHREIBUNG | nigerianischer Politiker, Staatspräsident von Nigeria (1979–1983) |
| GEBURTSDATUM     | 25. Februar 1925                                                  |
| STERBEDATUM      | 28. Dezember 2018                                                 |